# Талерная медаль

Талерная медаль в ознаменование золотой свадьбы банкира Герхарда Эдлера Мейнертцагена и Сары Элизабет. Чеканена в г. Кёльн в 1761 г. Автор штемпеля Дж. Л. Окслейн (J. L. Oexlein). Диаметр 44,2 мм, масса 29,3 г. Лицевая сторона: супруги с кубками в руках стоят перед алтарем. На алтаре — огонь. За ними семеро детей. Оборотная сторона: руки супругов в сиянии солнца. Внизу — гербы двух семейств.

Талерная медаль, талеровидная медаль (нем. Talerartige Medaille; Silbermedaille im Talergewicht — «серебряная медаль в весе талера») — разновидность европейской медали из серебра, соответствующая по массе и пробе европейскому талеру, но выпущенная, часто, эмитентом, не имеющим права на выпуск монеты. Монетная регалия (право на чеканку монеты) принадлежала в Европе не всем городам, княжествам или епископствам. Поэтому достаточно богатые из них могли выпустить медали, равные по весу и пробе обычному талеру, не имея монетной регалии, формально не нарушив при этом закон.

## Изготовление и обращение талерных медалей
Изначально талерные медали выпускались с целью подарка, вознаграждения, поощрения за особые заслуги. Что, однако, не исключало возможности под видом медали выпустить «частные деньги». Талерная медаль обладала всеми признаками таковых: частный эмитент, свободное обращение и принятие в качестве оплаты. Последнее особенно важно, поскольку в период выпуска талерных медалей в Европе действовала денежная система, основанная на золотом и серебряном стандарте: цену всех товаров и услуг можно было выразить в определенном количестве драгоценного металла — золота и серебра. Талер как монета, обеспечивающая наличную денежную массу в экономическом обороте, ценилась из-за содержания в ней точного количества серебра, выраженного в граммах. Следовательно, талеровидная медаль, соответствующая весу серебряного талера, могла приниматься в качестве оплаты за товары и услуги наравне с талером.
На практике, талерные медали нередко находились в свободном денежном обращении. Об этом свидетельствуют, в частности, следы износа на некоторых талерных медалях, аналогичные следам износа на обычных талерах. Подобные следы (например, характерные потертости или царапины) образуются только в процессе обращения.
Период активного изготовления талерных медалей соответствует периоду хождения талера в свободном денежном обращении (XVI—XIX века). Расцвет талеровидных медалей приходится на XVII—XVIII века, когда чеканится значительная часть известных ныне частных талерных медалей, изготовленных по индивидуальному заказу. Заказчиками талерных медалей были не только титулованные особы, политики, но и богатые купцы и банкиры, стремившиеся увековечить в талеровидном изделии самих себя и события собственной жизни (рождение, смерть, бракосочетание).

## Критерии отнесения медали к «талерному типу»
Можно выделить, по меньшей мере, два критерия отнесения изделия к «талерной медали».
Во-первых, термин «талерная медаль» содержит в себе два слова: «талер» и «медаль». Это значит, что изделие изначально имеет сходство с европейским талером со всеми его особенностями и признаками.
Во-вторых, талерной в строгом смысле слова может считаться лишь медаль, сделанная из серебра «талерной пробы», поскольку талер, от названия которого медаль происходит, это всегда серебряная монета массой в пределах 27—30 г (в зависимости от исторического периода).
Талеровидными не могут быть: медали из золота (золотые монеты именовались, в частности, гольдгульденами), медали из серебра массой меньше талера (такие монеты именовались крейцерами), медали из меди и её сплавов.
Часто европейские медали выпускались с превышением или занижением веса относительно талера, поскольку не существовало каких-либо стандартов на выпуск серебряных медалей. К подобным медалям термин «талерная медаль» применять некорректно даже если эти медали имеют внешнее сходство с талерами.
Отклонения в диаметре медали в большую или меньшую сторону относительно талера не критичны. «Талерными» принято называть медали любого диаметра, если выдержан вес и проба изделия.

## Виды талерных медалей
Талерные медали могут быть классифицированы по различным основаниям. Как и обычные талеры, их медальные аналоги делятся на:
1. Собственно талерные медали (весом в 1 талер);
2. Полуторные талерные медали (весом в 1,5) талера;
3. Двойные талерные медали (весом в 2 талера);
4. Тройные талерные медали (весом в 3 талера).

Известно немало талерных медалей, во всем, кроме рисунка, соответствующих обычному талеру, выпущенных монетными дворами по заказу частных лиц. Такие медали, в оправдание их выпуска, приурочены к какому-либо событию. В их число входят:
1. Талерные свадебные медали (нем. Hochzeitsmedaille)[1], выпущенные непосредственно к свадьбе либо к свадебному юбилею. Известны талерные свадебные медали выпущенные не только по случаю свадьбы, но в ознаменование, в том числе, золотой свадьбы частных лиц (50 лет состояния в браке);
2. Крестильные талеры (Tauftaler)[2]. Данная разновидность талерной медали почти всегда выпущена в весе и пробе обычного талера (в том числе полуторного и двойного)[3], отчего получила в немецком языке устойчивое наименование «Tauftaler»;
3. Талерные медали дружбы (Freundschaftsmedaille)[4], выпущенные для дарения в ознаменование дружеского расположения. Медали дружбы могут содержать любой сюжет, в том числе библейского характера;
4. Ратушные талеры (Rathaustaler)[5], приуроченные к юбилею ратуши — органа городского управления;
5. Любые иные медали, приуроченные к какому-либо событию (Gelegenheitsmedaillen) либо объекту (здание, аббатство, памятник, рудник и т. д.).

Классификация талерных медалей может быть продолжена и дальше, поскольку существует огромное множество событий и предметов, которые оказались запечатлены в таких изделиях.
Главное в вышеперечисленных талерных медалях, что их роднит с талером, это соответствие весу и пробе металла обычному талеру.